# Nuelles
Nuelles est une ancienne commune française, située dans le département du Rhône en région Rhône-Alpes. Depuis 2013, elle fait partie de la commune de Saint-Germain-Nuelles.

## Géographie
Localité de la commune de Saint-Germain-Nuelles, Nuelles est située à proximité de L'Arbresle, à 16 kilomètres au nord-ouest de Lyon. 

## Histoire
Le village de Nuelles est nommé dans les sources avec plusieurs graphies différentes : Noellis [de], Noelles, Noalle, Nuelle.
Avant la Révolution, le village fait partie de la paroisse de l'Arbresle, elle dépend de l'élection et de la sénéchaussée de Lyon.
Le 1er janvier 2013, elle fusionne avec la commune voisine de Saint-Germain-sur-L'Arbresle pour former la commune nouvelle de Saint-Germain-Nuelles dont elle constitue alors une commune déléguée jusqu'aux élections municipales de mars 2014.

## Politique et administration

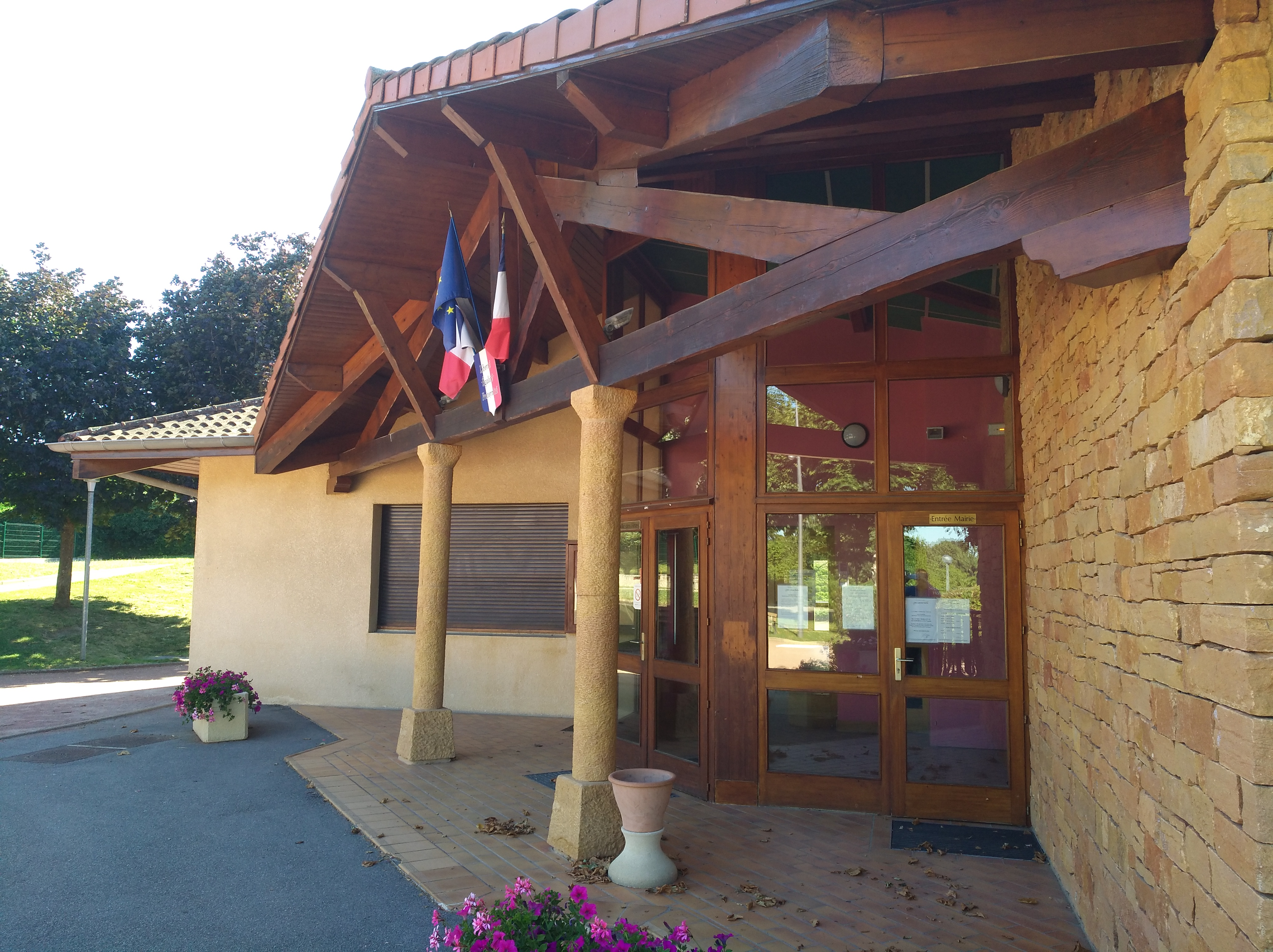
Entrée de la mairie annexe de Nuelles.

| Période | Période    | Identité        | Étiquette | Qualité                                     |
| ------- | ---------- | --------------- | --------- | ------------------------------------------- |
| 1965    | 1971       | Raymond Laurent |           |                                             |
| 1971    | 1977       | François Pin    |           | Agriculteur, adjoint au maire (1965 → 1971) |
| 1977    | 1983       | François Pin    |           | Maire sortant                               |
| 1983    | 1995       | André Pin       |           | Agriculteur                                 |
| 1995    | avril 2014 | Paul Perras     |           | Maire délégué (2013-2014)                   |

## Démographie
| 1962 | 1968 | 1975 | 1982 | 1990 | 1999 | 2007 | 2008 | 2009 |
| ---- | ---- | ---- | ---- | ---- | ---- | ---- | ---- | ---- |
| 225  | 248  | 305  | 336  | 436  | 503  | 608  | 621  | 643  |

## Culture et patrimoine

### Lieux et monuments
L'église Saint-Joseph est de datation inconnue, longtemps estimée du XVe siècle, bien qu'on en trouve trace dès 962, dans le cartulaire de Savigny. 
Un château seigneurial au nord de la commune a été lourdement restauré et est à présent une demeure privée.